# Boeil-Bezing
Boeil-Bezing – miejscowość i gmina we Francji, w regionie Nowa Akwitania, w departamencie Pireneje Atlantyckie.
Według danych na rok 1990 gminę zamieszkiwały 962 osoby, a gęstość zaludnienia wynosiła 113 osób/km² (wśród 2290 gmin Akwitanii Boeil-Bezing plasuje się na 445. miejscu pod względem liczby ludności, natomiast pod względem powierzchni na miejscu 1169.).